# Patch Barracks

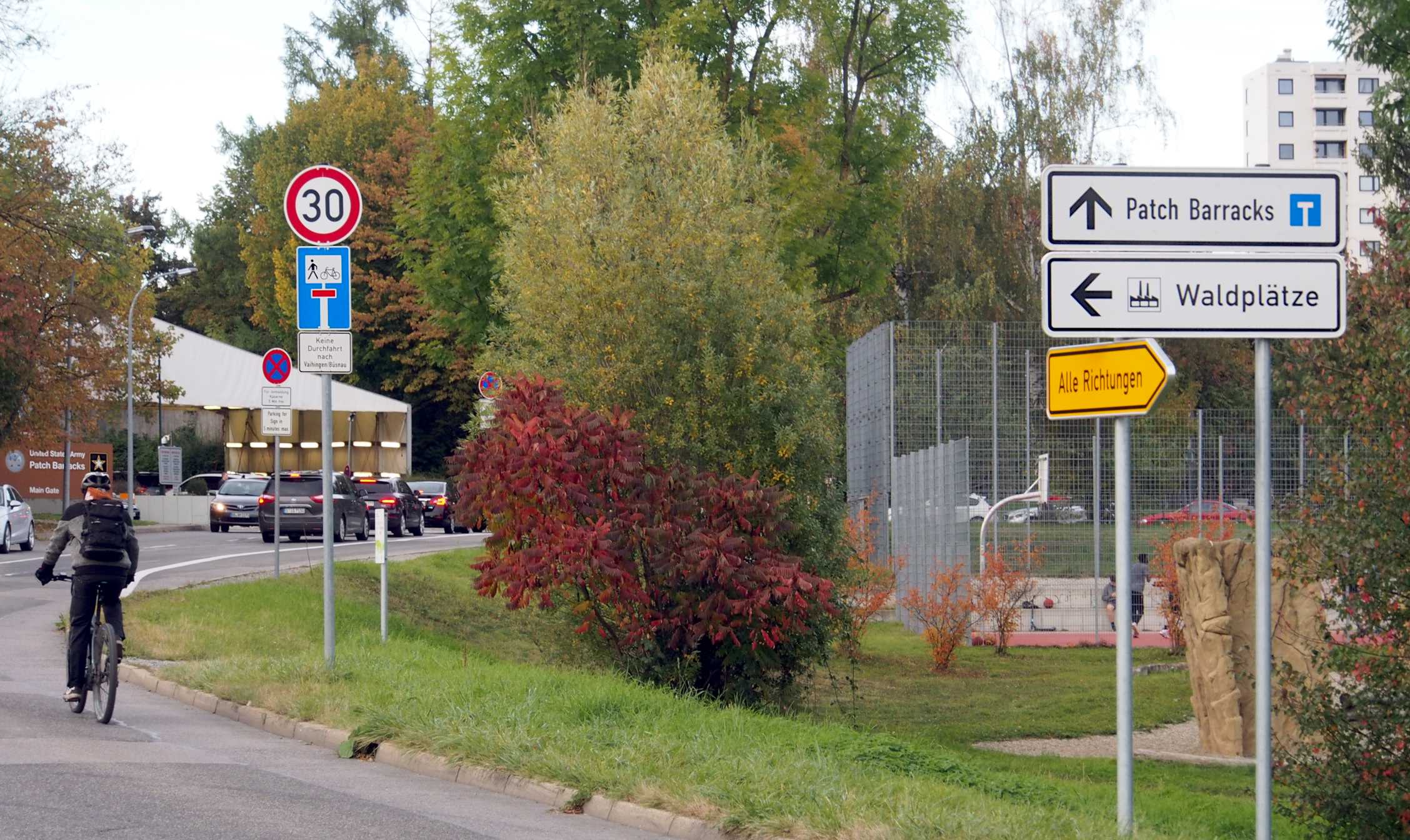
Haupteingang zum Truppenstützpunkt

Die Patch Barracks sind ein Truppenstützpunkt der US Army in Stuttgart-Vaihingen. Sie beherbergen folgende Einrichtungen:
- NSA/CSS Representative Europe office (NCEUR), das Hauptquartier der NSA in Europa.[1][2]
- US European Command (EUCOM), das Hauptquartier der US-Streitkräfte in Europa.
- Special Operations Command Europe (SOCEUR), welches alle militärischen US-Spezialeinheiten in Europa führt.

## Geschichte

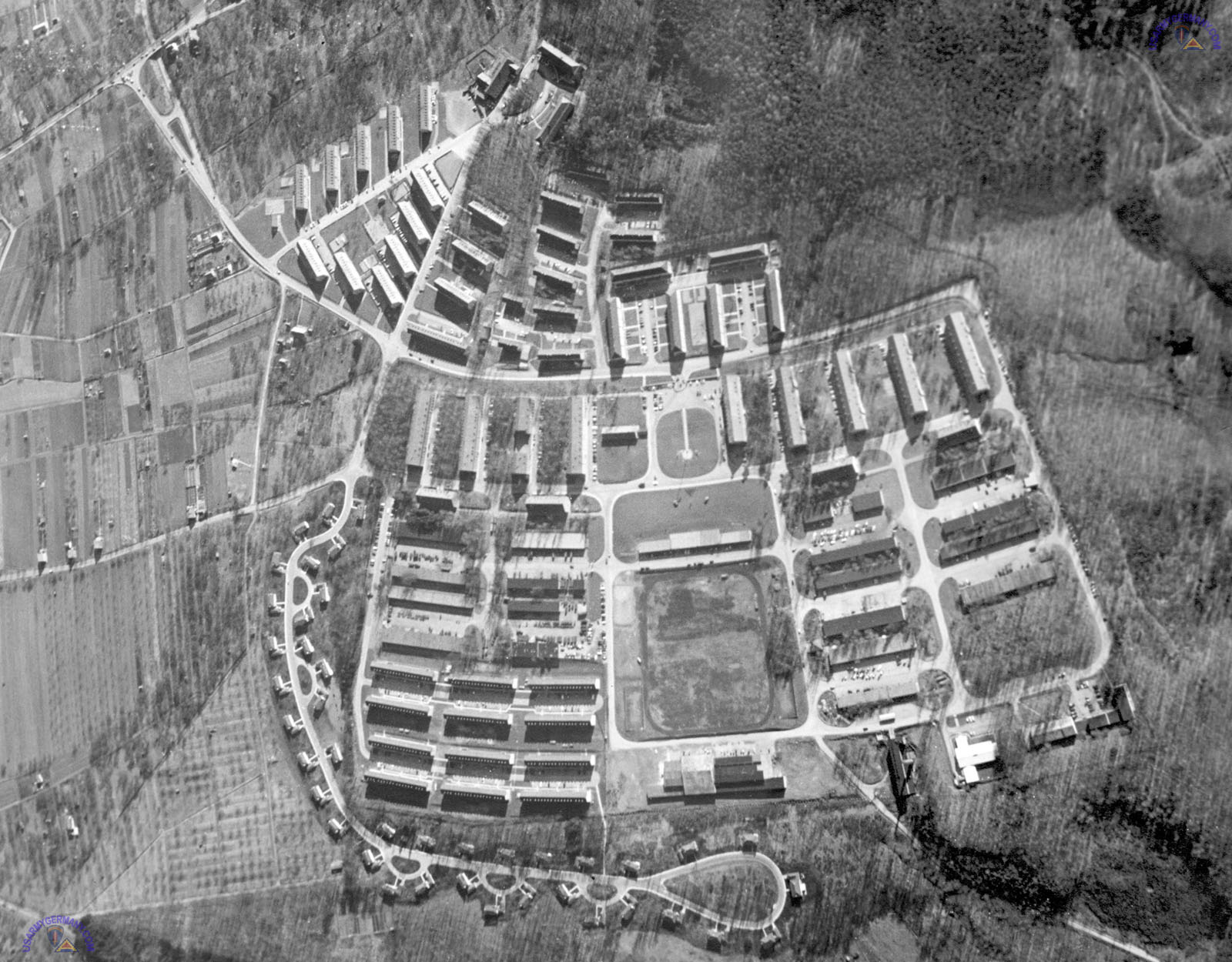
Luftaufnahme von 1957

Die Patch Barracks, die bis 1967 Kurmärker Kaserne hießen, wurden von 1936 bis 1938 für das Panzerregiment 7 der 10. Panzer-Division des Heeres der Wehrmacht erbaut. Nach dem Zweiten Weltkrieg übernahmen die US-amerikanischen Besatzungsstreitkräfte das Gelände. Der Stützpunkt ist nach Alexander M. Patch benannt, dem ersten Kommandeur der Americal Division und der 7. US-Armee.

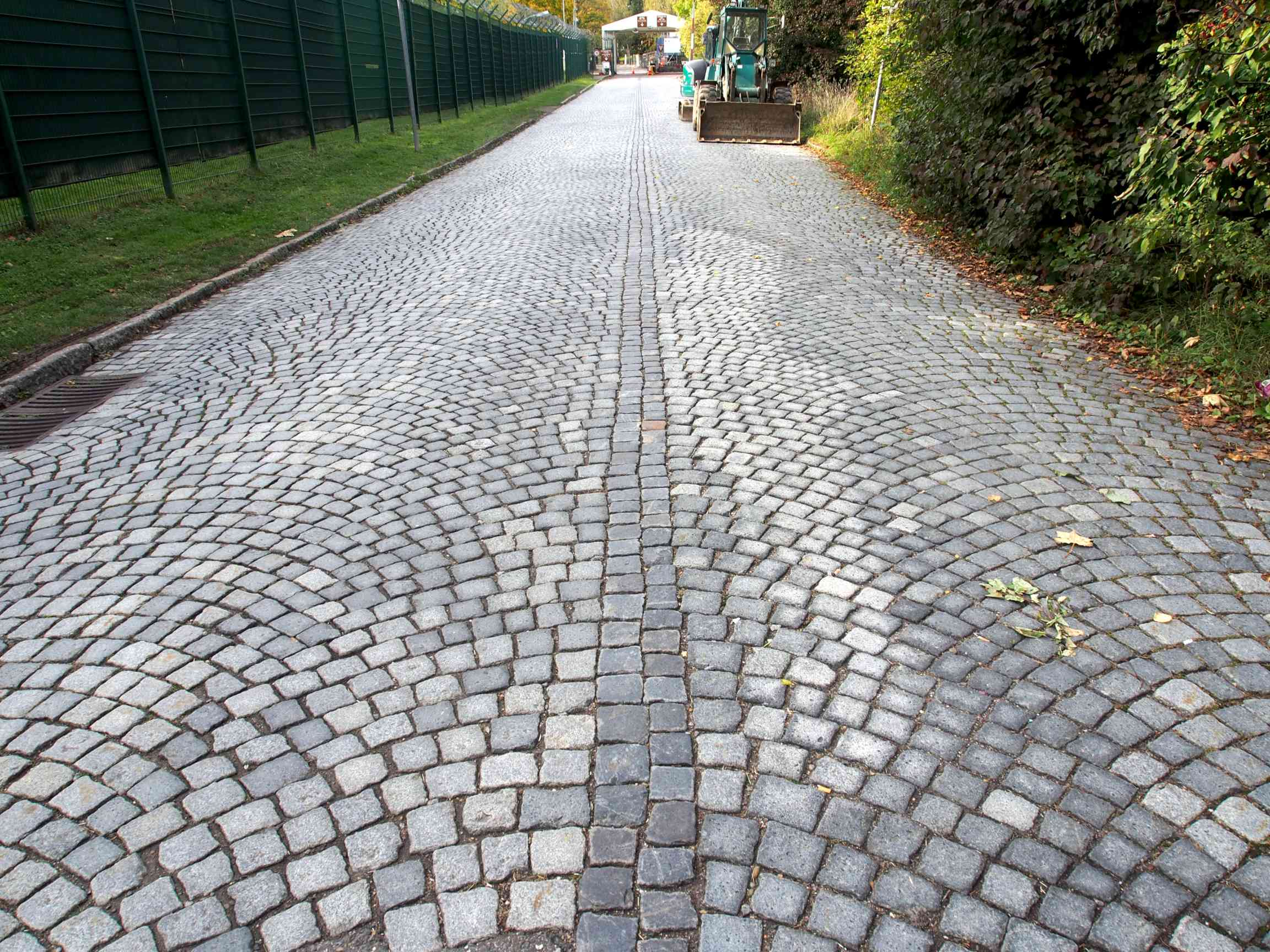
Zweiter Zugang über die ehemalige Panzerstraße

Ein 96 Meter hoher Richtfunkturm, der die Patch Barracks schon von weitem erkennbar machte, wurde im Frühjahr 2009 abgerissen. Auf dem Areal befindet sich noch ein Funkmast aus Fertigbeton.